# Lessertia benguellensis
Lessertia benguellensis är en ärtväxtart som beskrevs av Baker f. Lessertia benguellensis ingår i släktet Lessertia och familjen ärtväxter. Inga underarter finns listade i Catalogue of Life.